# NCIS: Лос-Анджелес
«NCIS: Лос-Анджелес», а також «Морська поліція: Лос-Анджелес» (англ. NCIS: Los Angeles) — американський телесеріал, що поєднує в собі елементи військової драми і детективу, прем'єра якого відбулася на CBS 22 вересня 2009 року. Серіал є спінофом «NCIS: Полювання на вбивць» (NCIS — англ. Naval Criminal Investigative Service, «Військово-морський відділ з розслідування злочинів») та розповідає про будні лос-анджелеського ОСП — Офісу спеціальних проєктів (англ. Office of Special Projects, OSP), елітного підрозділу військово-морського слідчого управління, яке спеціалізується на роботі під прикриттям.
6 травня 2020 року телеканал CBS продовжив телесеріал на дванадцятий сезон, 23 квітня 2021 року — на тринадцятий. 20 січня 2023 року CBS заявила про закриття проєкту, чотирнадцятий сезон завершився 21 травня 2023 року.

## Список епізодів
| Сезони     | Епізоди | Прем'єрний показ | Прем'єрний показ |
| Сезони     | Епізоди | початок          | закінчення       |
| ---------- | ------- | ---------------- | ---------------- |
| попередній | 2       | 28 квітня 2009   | 5 травня 2009    |
| 1          | 24      | 22 вересня 2009  | 25 травня 2010   |
| 2          | 24      | 21 вересня 2010  | 17 травня 2011   |
| 3          | 24      | 20 вересня 2011  | 15 травня 2012   |
| 4          | 24      | 25 вересня 2012  | 14 травня 2013   |
| 5          | 24      | 24 вересня 2013  | 13 травня 2014   |
| 6          | 24      | 29 вересня 2014  | 18 травня 2015   |
| 7          | 24      | 21 вересня 2015  | 2 травня 2016    |
| 8          | 24      | 25 вересня 2016  | 14 травня 2017   |
| 9          | 24      | 1 жовтня 2017    | 20 травня 2018   |
| 10         | 24      | 30 вересня 2018  | 19 травня 2019   |
| 11         | 22      | 29 вересня 2019  | 26 квітня 2020   |
| 12         | 18      | 8 листопада 2020 | 23 травня 2021   |
| 13         | 22      | 10 жовтня 2021   | 22 травня 2022   |
| 14         | 21      | 9 жовтня 2022    | 21 травня 2023   |

## Трансляція в Україні
В Україні серіал транслювався на каналах 1+1 Україна, ICTV та НТН. З 17 лютого 2025 року транслюється на каналі УНІАН.